# Alice Hewkin
Alice Hewkin, född 10 september 1999 i Jiangsu, är en kinesisk-brittisk skådespelare.
Hewkin har bland annat medverkat i TV-serierna The Athena och The Brothers Sun.

## Filmografi (i urval)
- 2018–2019 – The Athena (TV-serie)
- 2024 – The Brothers Sun (TV-serie)